# Suazilandia en los Juegos Olímpicos de Seúl 1988
Suazilandia estuvo representada en los Juegos Olímpicos de Seúl 1988 por once deportistas masculinos que compitieron en cuatro deportes.
El portador de la bandera en la ceremonia de apertura fue el atleta Sizwe Sydney Mdluli. El equipo olímpico suazi no obtuvo ninguna medalla en estos Juegos.